# Вельмо (коммуна)
Вельмо́ (фр. Vellemoz) — коммуна во Франции, находится в регионе Франш-Конте. Департамент — Верхняя Сона. Входит в состав кантона Жи. Округ коммуны — Везуль.
Код INSEE коммуны — 70538.

## География
Коммуна расположена приблизительно в 300 км к юго-востоку от Парижа, в 31 км северо-западнее Безансона, в 32 км к юго-западу от Везуля.
По территории коммуны протекает река Морт.

## Население
Население коммуны на 2010 год составляло 85 человек.
| 1962 | 1968 | 1975 | 1982 | 1990 | 1999 | 2010 |
| ---- | ---- | ---- | ---- | ---- | ---- | ---- |
| 72   | 92   | 82   | 73   | 87   | 88   | 85   |

## Администрация
| Период | Период | Фамилия     | Партия | Примечания |
| ------ | ------ | ----------- | ------ | ---------- |
| 2001   | 2008   | Клод Люко   |        |            |
| 2008   | 2014   | Патрик Люко |        |            |

## Экономика

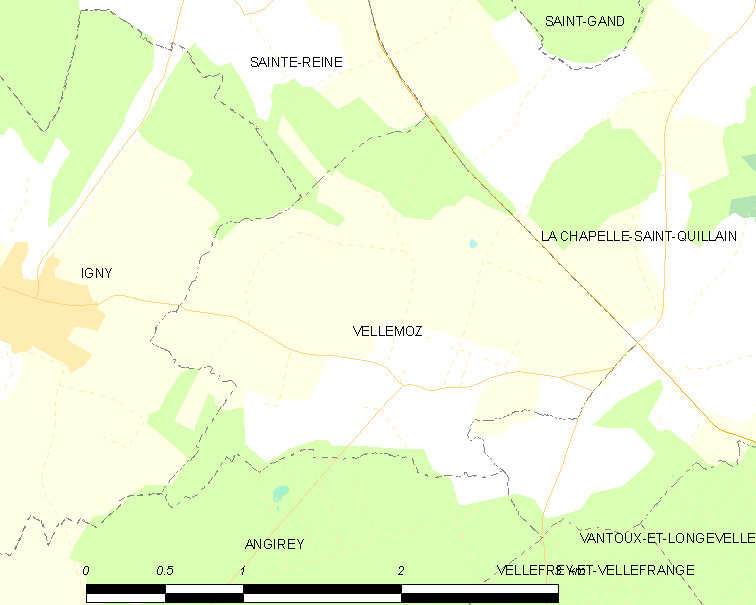
Карта коммуны

В 2010 году среди 50 человек трудоспособного возраста (15—64 лет) 37 были экономически активными, 13 — неактивными (показатель активности — 74,0 %, в 1999 году было 75,5 %). Из 37 активных жителей работали 33 человека (19 мужчин и 14 женщин), безработными было 4 (2 мужчин и 2 женщины). Среди 13 неактивных 2 человека были учениками или студентами, 6 — пенсионерами, 5 были неактивными по другим причинам.